# تيهومير نوفاك
تيهومير نوفاك (بالكرواتية: Tihomir Novak)‏ هو لاعب كرة قدم كرواتي، ولد في 24 أكتوبر 1986 في كوتينة ‏ في كرواتيا. شارك مع منتخب كرواتيا لكرة الصالات. أما مع النوادي، فقد لعب مع ASD Asti Calcio a 5 ‏.

## وصلات خارجية
- تيهومير نوفاك على موقع الاتحاد الأوربي (الإنجليزية)
- تيهومير نوفاك على موقع اتحاد كرواتيا (الكرواتية)
- تيهومير نوفاك على موقع قاعدة بيانات كرة القدم.إي يو (الإنجليزية)